# Mabel Lockerby
Mabel Irene Lockerby (* 13. März 1882 in Montreal; † 1. Mai 1976 ebenda) war eine kanadische Malerin und Mitglied der Beaver Hall Group. Obwohl sie in ihrem Lebenslauf häufig 1887 als Geburtsjahr angab, wurde sie tatsächlich 1882 geboren.

## Leben
Mabel Lockerby wurde als Tochter des Lebensmittelhändlers Alexander Lockerby und Barbara Cox geboren. Sie hatte sieben Geschwister, von denen nur vier das Erwachsenenalter erreichten. Die Familie lebte in verschiedenen Häusern in der MacKay Street in Montreal.
Mabel Lockerby studierte an der Art Association of Montreal bei William Brymner und Maurice Cullen. Im Mai 1911 gewann sie den Morrice-Preis für Komposition. Die Jahre in Brymners Klasse förderten nicht nur Mabels zeichnerisches Talent, sondern boten ihr auch die Gelegenheit, andere Künstler kennen zu lernen. Mabel May, Emily Coonan und Kathleen Morris besuchten Brymners Klasse. Ab 1914 stellte Mabel Lockerby regelmäßig in der jährlichen Frühjahrsausstellung der Art Association of Montreal aus und setzte ihre künstlerische Tätigkeit auch während des Ersten Weltkriegs fort. 1920 wurde sie Mitglied der Beaver Hall Group, einer der ersten kanadischen Künstlergruppen mit weiblichen Mitgliedern.
Im ersten Viertel des zwanzigsten Jahrhunderts hatten kanadische Künstler Schwierigkeiten, ihre Werke zu verkaufen. Es gab nur eine Handvoll kommerzieller Galerien im Land, und diejenigen, die kanadische Werke ausstellten, taten dies mit wenig Erfolg. Um dieser Vernachlässigung entgegenzuwirken und potenzielle Käufer anzuziehen, schlossen sich die Künstler zu Gruppen zusammen. Die erste und berühmteste dieser Gruppen, die Group of Seven, hatte ihre erste Ausstellung im Mai 1920 in der Art Gallery of Toronto (heute Art Gallery of Ontario). Im selben Jahr spielte Randolph Hewton, einer der Gastaussteller der Group of Seven, eine Schlüsselrolle bei der Gründung der Montreal Group. Hewton entdeckte zusammen mit Lilias Torrance Newton und Edwin Holgate (alle ehemalige Schüler von William Brymner) einige große Räume in 305 Beaver Hall Hill, die als Ateliers genutzt werden konnten. Bald luden die drei Künstler andere Künstler, darunter Mabel Lockerby, ein, das Gebäude mit ihnen zu teilen, teils um ihnen bei der Miete zu helfen, teils um ein Zentrum zu schaffen, in dem sich die Künstler austauschen konnten. Sie nannten sich die Beaver Hall Hill Group.
Für die Frauen war die Beaver Hall Group wichtig, um ihre Identität als Künstlerinnen zu stärken. Die Familien der oberen Mittelschicht, aus denen die meisten dieser Frauen stammten, betrachteten die Malerei als lobenswerte Leistung ihrer Töchter und nicht als Beruf. Die Gründung der Gruppe gab Mabel Lockerby die Möglichkeit, sich mit anderen Frauen zusammenzuschließen, die sich leidenschaftlich für ihre Kunst einsetzten. Die Beaver Hall Group überlebte als formale Struktur weniger als zwei Jahre.
Mitte der 1920er Jahre erlangten die Frauen der Beaver Hall Group allmählich Anerkennung. Mabel Lockerby wurde 1924 und 1925 zu den British Empire Exhibitions in Wembley eingeladen. 1928 kauft die National Gallery of Canada Early Winter und 1929 Marie et Minou, das gerade eine lobende Erwähnung beim Willingdon Art Competition erhalten hatte. 1939 wird Mabel Lockerby Mitglied der Canadian Group of Painters und der Contemporary Arts Society in Montreal.
Ihre Werke werden international ausgestellt, unter anderem auf der Weltausstellung in New York (1939) und der 400-Jahr-Feier in São Paulo, Brasilien (1954). Mabel Lockerby starb am 1. Mai 1976 im Alter von 94 Jahren in Montreal, nachdem sie einige Monate zuvor einen Schlaganfall erlitten hatte.

## Werk
Mabel Lockerbys Malstil war geprägt von kräftigen Farben, pastosen Pinselstrichen und einem ausgeprägten Sinn für Komposition. Sie malte vor allem Porträts, Stillleben und Landschaften mit Figuren. In den 1930er Jahren brachte sie Humor und Fantasie in ihre Werke ein. Die National Gallery of Canada besitzt vier ihrer Werke, darunter das Gemälde Early Winter. Weitere Werke befinden sich in der Art Gallery of Ontario und der Art Gallery of Hamilton.